# Parafia św. Anny w Kowlu
Parafia Św. Anny w Kowlu – parafia rzymskokatolicka w Kowlu, należy do dekanatu Łuck w diecezji łuckiej.
W 1551 r. królowa Bona nadała parafii św. Anny dość znaczący przywilej, zapewniając jej stałe utrzymanie. Przywilej potwierdził król Jan Kazimierz. Pierwszy, drewniany kościół spalili Kozacy Bohdana Chmielnickiego w 1648 r, drugi spłonął w 1845 r. trzeci, także drewniany, zniszczyły władze radzieckie w 1945 r. Zniszczyły także kościół garnizonowy pw. św. Wojciecha. Przed II wojną parafia liczyła ponad 14 tys. wiernych i obejmowała obok miasta także kilkanaście okolicznych wsi. Po wojnie przestała istnieć.
Parafia została odnowiona w 1993 r. Posługę w niej objęli franciszkanie (reformaci). W 1994 r. przenieśli oni do Kowla drewniany kościół św. Anny (dawniej pw. Wniebowzięcia NMPanny) z wsi Wiszenki nad Styrem. Obok wybudowali klasztor pw. Św. Franciszka z Asyżu, z którego dojeżdżają z posługą duszpasterską do Kamienia Koszyrskiego, Łukowa (dawny Maciejów), Lubomla i Rymacz oraz raz w roku na uroczystości żałobne do Ostrówek, spalonych i wymordowanych w 1943 r. przez nacjonalistów ukraińskich z OUN-UPA.
W latach 1993–1997 w parafii pełnił posługę brat zakonny Adrian Wacław Brzózka OFM (ur. w 1963 r. w Turku - zm. w 2016 r. w Pińczowie), poeta, autor kilku tomików wierszy, zmuszony do opuszczenia Kowla przez współczesne władze ukraińskie. 